# Be Cool
Be Cool er en amerikansk film fra 2005 som er baseret på en bog af Elmore Leonard med samme navn fra 1999. Bogen var opfølger til Get Shorty, som blev filmatiseret i 1995. Filmen blev instrueret af F. Gary Gray og produceret af Danny DeVito.

## Medvirkende
- John Travolta som Chili Palmer
- Uma Thurman som Edie Athens
- Vince Vaughn som Raji
- Cedric the Entertainer som Sinclair "Sin" Russell
- Christina Milian som Linda Moon
- Harvey Keitel som Nicki Carr
- The Rock som Elliot Wilhelm
- Danny DeVito som Martin Weir
- Steven Tyler som Sig selv
- James Woods som Tommy Athens